# Stazione di Aburahi
La stazione di Aburahi (油日駅?, Aburahi-eki) è una stazione ferroviaria della città di Aburahi, nella prefettura di Shiga in Giappone. La stazione è gestita dalla JR West e serve la linea Kusatsu.

## Linee e servizi
JR West
■ Linea Kusatsu

## Struttura
La stazione è costituita da una sola banchina laterale con un unico binario utilizzato in entrambe le direzioni, al livello del terreno. Essendo assenti scambi e altri elementi tipici di una stazione, di fatto si tratta di una fermata.
| 1 | ■ Linea Kusatsu | per Tsuge              |
| 1 | ■ Linea Kusatsu | per Kibukawa e Kusatsu |

## Stazioni adiacenti
| «             | Servizio      | »             |
| Linea Kusatsu | Linea Kusatsu | Linea Kusatsu |
| ------------- | ------------- | ------------- |
| Tsuge         | Locale        | Kōka          |